# NGC 2901
NGC 2901 is een niet-bestaand object in het sterrenbeeld Leeuw. Het hemelobject werd in 1886 ontdekt door de Amerikaanse astronoom Ormond Stone.